# پاللاما
پاللاما (به لاتین: Pallama) یک منطقهٔ مسکونی در سری‌لانکا است که در استان شمال غربی، سری‌لانکا واقع شده‌است.